# Stazione di Rosciano di Fano
La stazione di Rosciano di Fano è stata una fermata ferroviaria posta lungo la ferrovia Fano-Urbino, a servizio di Rosciano, frazione di Fano.

## Storia
La fermata venne inaugurata il 1º dicembre 1926.
Il 1º gennaio 1933 fu chiusa al traffico ferroviario (R.D.L. 14 ottobre 1932 n. 1496) sostituito da un autoservizio della Società Anonima Servizi Automobilistici Pesaro Urbino Macerata Feltria (SAPUM).
Con l'assunzione del servizio ferroviario da parte delle Ferrovie dello Stato, l'8 maggio 1942 avvenne la riattivazione di corse dirette da Pesaro ad Urbino.
Nel 1944, durante il secondo conflitto mondiale, la ferrovia Fano-Urbino venne seriamente danneggiata dall'esercito tedesco in ritirata. Al termine del conflitto, la fermata venne riattivata il 7 novembre 1948 contestualmente con la tratta Fano-Fossombrone.
Continuò il suo esercizio fino alla sua soppressione avvenuta il 23 maggio 1954.

## Strutture e impianti
La fermata è composta da un casello e dal binario di circolazione.